# Стефан Ђорђевић (фудбалер, 1991)
Стефан Ђорђевић (Нови Сад, 13. март 1991) српски је фудбалер.

## Успеси
Војводина
- Куп Србије : 2019/20.[2]